# Belén de Escobar
Belén de Escobar is een plaats in het Argentijnse bestuurlijke gebied Escobar in de provincie Buenos Aires. De plaats telt 55.064 inwoners.

## Geboren
- Bruno Zuculini (1993), voetballer